# Ergas Leps
Ergas Leps (* 25. August 1939 in Pärnu, Estland) ist ein ehemaliger kanadischer Mittelstreckenläufer, der wegen seiner Sprintstärke auch in der 4-mal-400-Meter-Staffel eingesetzt wurde.
Bei den Olympischen Spielen 1960 in Rom erreichte er über 800 m das Viertelfinale und in der 4-mal-400-Meter-Staffel das Halbfinale.
Vier Jahre später gelangte er bei den Olympischen Spielen 1964 in Rom über 1500 m ins Halbfinale.
Bei den British Empire and Commonwealth Games 1966 in Kingston wurde er Siebter im Meilenlauf und scheiterte über 880 Yards im Vorlauf.
1970 wurde er bei den British Commonwealth Games in Edinburgh Zwölfter über 1500 m und schied über 800 m im Halbfinale aus.
Zweimal wurde er Kanadischer Meister über 800 m (1969, 1970) und sechsmal über 1500 m bzw. eine Meile (1963–1966, 1970, 1971). 1964 wurde er überdies US-Hallenmeister über eine Meile.

## Persönliche Bestzeiten
- 440 Yards: 48,4 s, 1958 (entspricht 48,3 s über 400 m)
- 880 Yards: 1:49,2 min, 1961 (entspricht 1:48,5 min über 800 m)
- 1500 m: 3:43,9 min, 1970
- 1 Meile: 4:01,08 min, 13. August 1966, Kingston